# Tibor Maracskó
Tibor Maracskó, född den 8 september 1948 i Székesfehérvár, Ungern, är en ungersk idrottare inom modern femkamp.
Han tog OS-brons i lagtävlingen i samband med de olympiska tävlingarna i modern femkamp 1976 i Montréal.
Maracskó tog därefter OS-silver i lagtävlingen i samband med de olympiska tävlingarna i modern femkamp 1980 i Moskva.